# Mars Red Sky
A Mars Red Sky francia stoner/okkult/desert/pszichedelikus rock zenekar. 2007-ben alakult Bordeaux városában. 2016-ban Alien Grounds címmel egy rövidfilm is készült, amely az együttes zenéjét tartalmazza.

## Tagok
- Julien Pras - gitár, ének
- Jimmy Kinast - basszusgitár, ének
- Mathieu Gazeau - dob, ének

## Diszkográfia
- Mars Red Sky (2011)
- Stranded in Arcadia (2014)
- Apex III (Praise for the Burning Soul) (2016)
- The Task Eternal (2019)

EP-k
- Curse/Sádaba (2010)
- Green Rune White Totem (2012, split lemez a Year of No Lighttal)
- Be My Guide (2013)
- Hovering Satellites (2014)
- Providence (2016)
- Myramid (2017)